# اختر بحكمة
إختر بحكمة، (بالإنجليزية: choosing wisely)‏، هي حملة تعليمية صحية مقرها الولايات المتحدة، بقيادة المجلس الأمريكي للطب الباطني، حول الرعاية الصحية غير الضرورية.

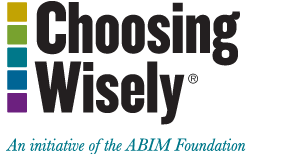

تحدد الحملة أكثر من 500 اختبار وإجراء وتشجع الأطباء والمرضى على النقاش والبحث، وربما الحصول على آراء طبية أخرى قبل المتابعة الطبية معهم، وذلك على الرغم من أن الأطباء يقولون انهم يفتقرون إلى الوقت الكافي لإجراء مثل هذه المناقشات. لتطبيق الحملة، تطلب مؤسسة ال ABIM من الجمعيات المتخصصة الطبية تقديم من خمس إلى عشر توصيات لمنع الإفراط في استخدام العلاج في مجالاتهم. ثم تقوم المؤسسة بنشر هذه المعلومات، وتقوم جمعيات الاختصاص الطبي بتوزيعها على أعضائها.
حظيت الحملة بالنقد والثناء، وانتشرت بعض أفكارها إلى دول أخرى. ولا يشمل تقييم آثارها على التكاليف أو المناقشات أو النتائج الطبية.

## تاريخها
في عام 2002 نشرت مؤسسة ABIM المهنية الطبية في الألفية الجديدة: ميثاق الأطباء. ينص هذا الميثاق على أن الأطباء يتحملون مسؤولية تطبيق العدالة الصحية عندما تكون بعض الموارد الصحية غير متوفرة. كطريقة عملية لتحقيق عدالة التوزيع ، في عام 2010 أوصى الطبيب هوارد برودي بأن على الجمعيات المتخصصة الطبية؛ كونها وكلاء مجال أن تنشر قائمة بخمسة أشياء يرغبون في تغييرها في مجالهم ونشرها لأعضائها. في عام 2011، اختبراتحالف الوطني للأطباء مشروعًا نظم فيه إنشاء «أفضل 5 قوائم». توقع تحليل هذا المشروع أن المجال الصحي كان يمكن أن يوفر 6.8 مليار دولار أمريكي في عام 2009 من خلال خفض الإنفاق على الخدمات الـ 15الموجوده في قوائم ثلاث مجتمعات، من إجمالي الإنفاق الصحي الأمريكي في تلك السنة البالغ 2.5 تريليون دولار أمريكي. 5.8 مليار دولار أمريكي من المدخرات كانت النتيجة من توصية واحدة فقط وهي: استخدام كلمة العام بدلاً من اسم العلامة التجارية الستاتين.
استكمالا لهذا المشروع، تم إنشاء choosing wisely لتنظيم إنشاء المزيد من «القوائم الخمسة» في وقت لاحق لتصبح عشرة، وتوزيعها على المزيد من الأطباء والمرضى. تحدد المجالس التنفيذية للجمعيات بمشاركة أو بدون مشاركة من الأعضاء الممارسات التي قد تفرط في استخدام العلاجات فيها. يجب أن تحظى كل توصية في البرنامج بدعم من المبادئ التوجيهية السريرية أو الأدلة أو رأي الخبراء.
للانضمام إلى choosing wisely ، طور كل مجتمع قائمة بالاختبارات أو العلاجات أو الخدمات التي يفرط وبشكل خاص وشائع باستخدامها. وتشارك الجمعية هذه المعلومات مع أعضائها وكذلك مع المنظمات التي يمكنها اظهارها إلى مجموعات المجتمع المحلي، وفي كل مجتمع يمكن للمرضى والأطباء التفكير في المعلومات كما يرونه مناسبا. قدمت مؤسسة ABIM منحًا لمساعدة المجتمعات على المشاركة.
حتى أبريل 2018، كانت هناك 552 توصية تستهدف مجموعة من الإجراءات إما للسؤال أو تجنبه بدون اعتبارات خاصة. يمكن البحث عنها عبر الإنترنت من خلال الكلمات الرئيسية، مثل «آلام الظهر» ولكن التفاصيل الداعمة المتعددة على كل توصية موجودة فقط في ملف pdf على صفحة الطبيب، بدون الحاجة إلى استخدام الأوراق.

## امثلة
بعض الأمثلة على المعلومات التي تمت مشاركتها في «إختر بحكمة»:
- الاعتراف بان الاطباء يبالغون في استخدامهم للعلاجات التشخيصية، دون تاثير من ذلك واضح على مصلحة المريض (تحسن النتائج). مع الاخذ بعين الاعتبار تأثير هذا الافراط على الخدمات التشخيصية المتوفره.[17]
- افراط الاطباء باستخدام خدمات التصوير الاشعاعي، وفي كثير من الحالات يعود ذلك سلبا على نتائج المريض، وذلك أيضا يعرض المريض لاختبار الاشعاع المؤين الغير لازم بالإضافة إلى اجراءات أخرى غير ضرورية هو بغنى عنها.[18]
- قبل الأسبوع التاسع والثلاثين من الحمل، يجب على الأطباء عدم إجراء عملية قيصرية أو حث المخاض، ما لم يكن ذلك ضروريًا من الناحية الطبية.[19]